# Dwór w Bażanówce
Dwór w Bażanówce – zabytkowy dwór wybudowany w trzeciej ćwierci XIX w., wraz z parkiem, znajdujący się w miejscowości Bażanówka w powiecie sanockim.

## Opis
Dwór został wzniesiony w trzeciej ćwierci XIX w. z inicjatywy Felicjana Pawła Laskowskiego, ówczesnego właściciela wsi. Jest to budowla parterowa, wzniesiona na planie prostokąta, eklektyczna. Elewację frontową zdobi głęboki, wsparty na dwóch kolumnach portyk, zajmujący przestrzeń ograniczoną po bokach dwoma, kwadratowymi alkierzami. Po stronie ogrodowej na 3/4 elewacji, korespondujący z frontem pięciokolumnowy ganek. Wewnątrz zachowano typowy wystrój wnętrz z sienią (w niej kolumnowy piec na ośmiobocznej podstawie) oraz salonikiem.
W wyniku działań wojennych dwór uległ zniszczeniu, znajdującą się w nim bibliotekę spalili żołnierze radzieccy. Po wojnie dwór wyremontowano i umiejscowiono w nim szkołę podstawową funkcjonującą do dziś. 
Wokół budowli mocno zniekształcony w kompozycji park krajobrazowy. Przetrwało w nim kilka drzew pomnikowych.

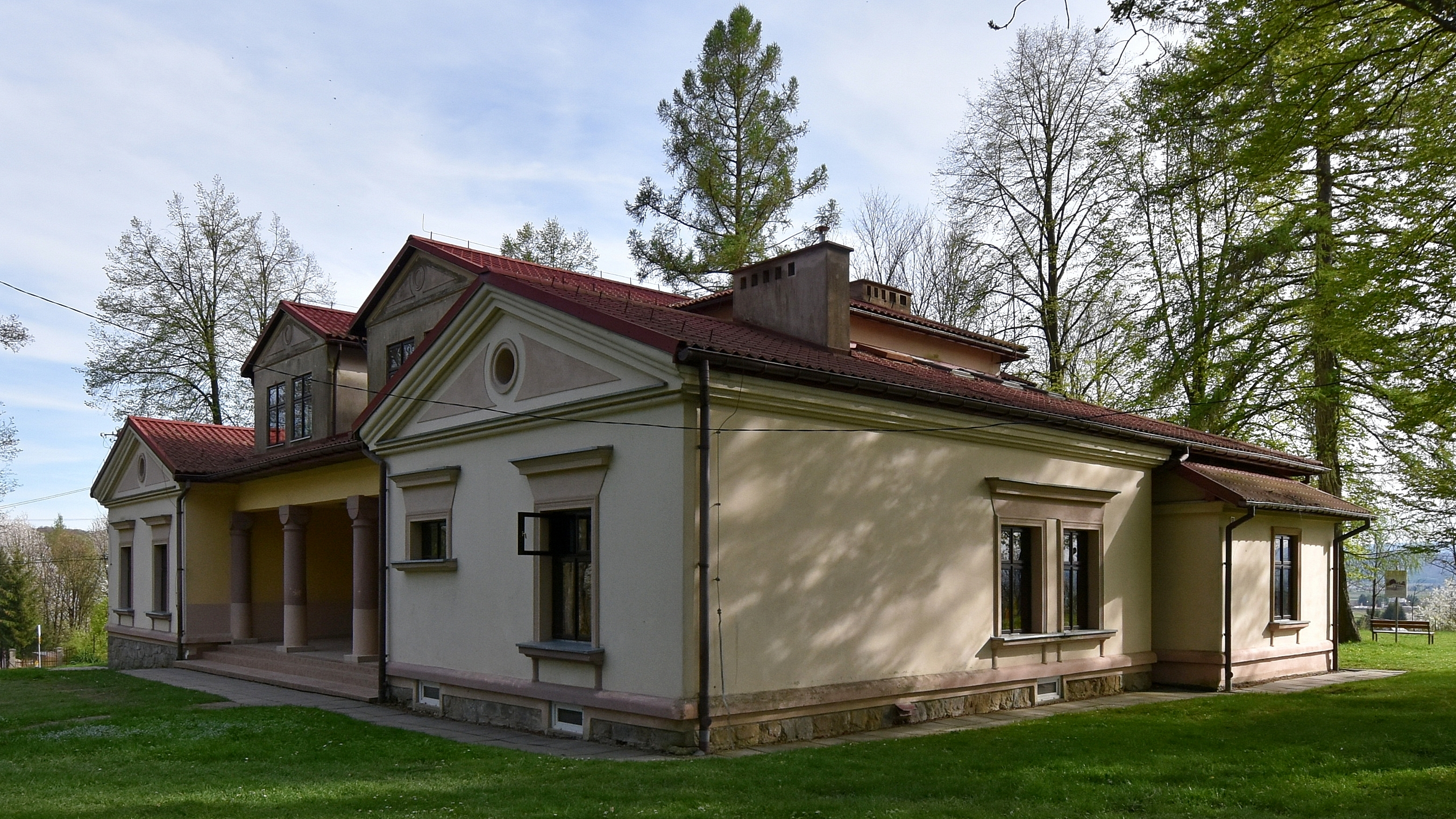
Elewacja frontowa
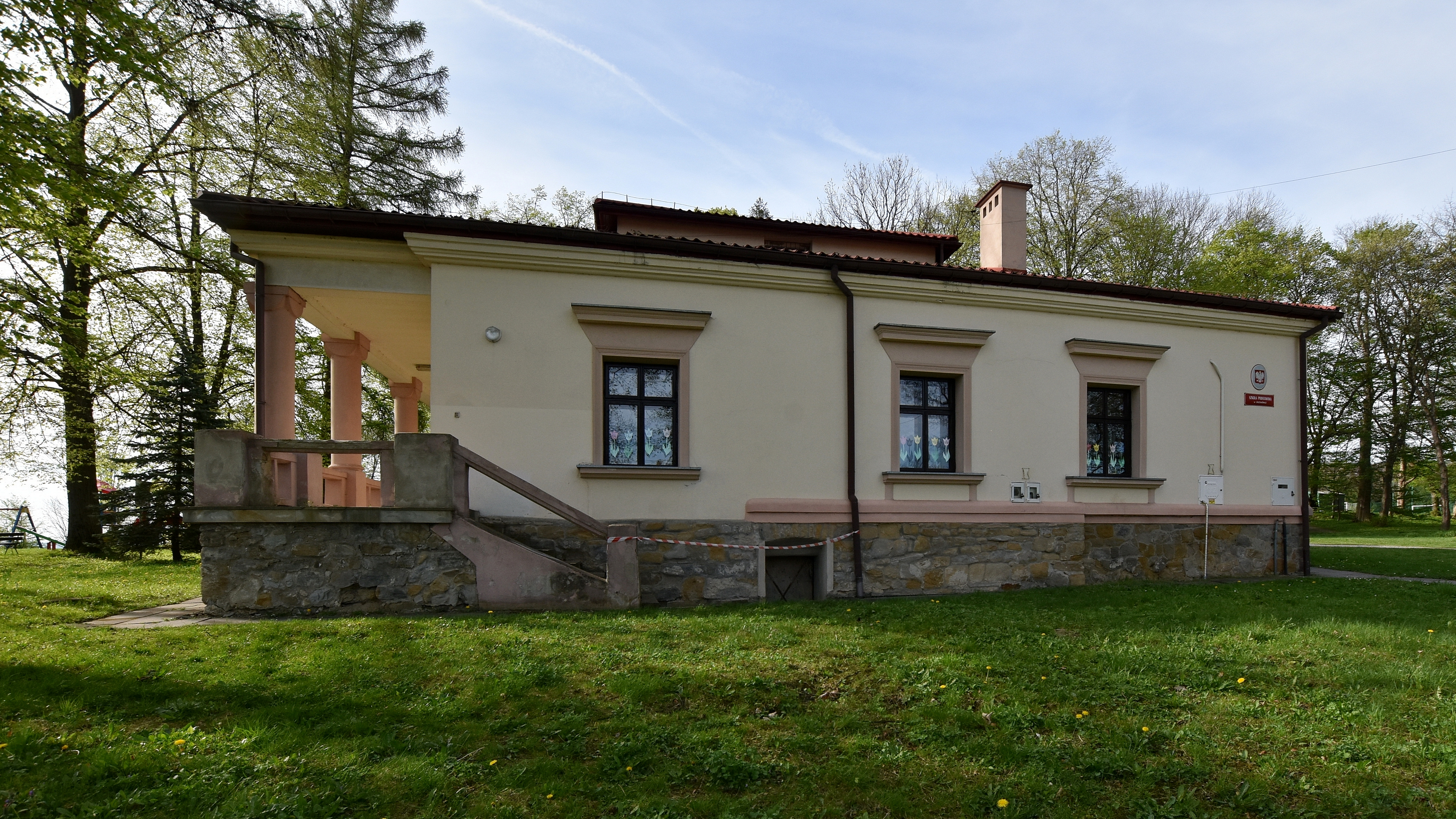
Elewacja boczna
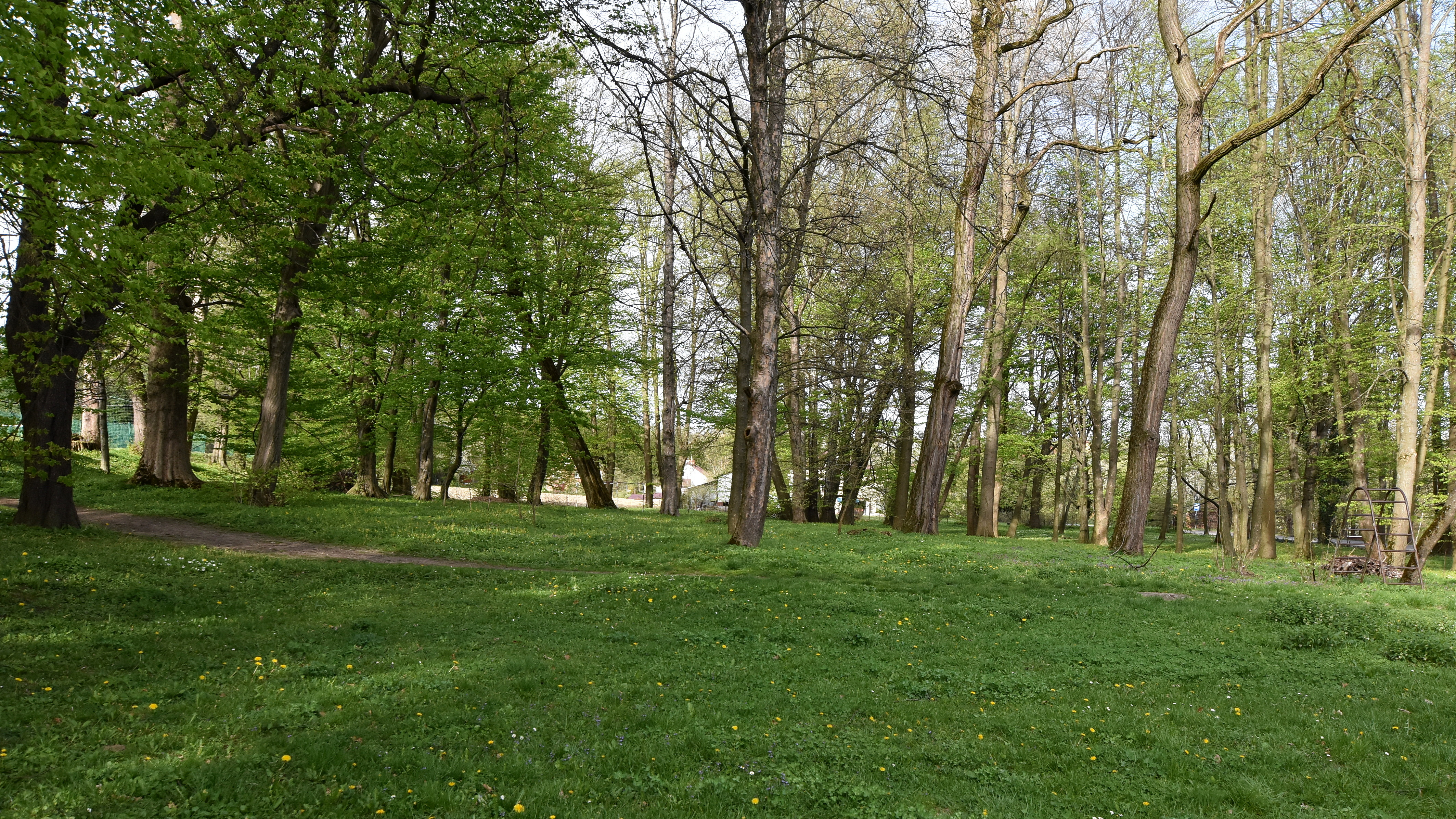
Park